# Finestra aperta
Finestra aperta è un dipinto di Henri Matisse del 1905. Esempio tipico del fauvismo che rese famoso Matisse e del quale fu uno dei maggiori esponenti, il quadro a olio su tela è parte della collezione Whitney al National Gallery of Art (USA).

## Descrizione
Il soggetto del dipinto è un tema ricorrente nella lunga carriera artistica di Matisse.
L'opera fu realizzata durante il suo soggiorno a Collioure, nella costa sud della Francia. Matisse ritrasse il panorama visto dalla finestra del suo appartamento in albergo. La vista del porto e delle barche sul mare.
Le caratteristiche del dipinto che sconcertarono i visitatori del Salon d’Automne del 1905 furono la deformazione delle forme e l’uso antinaturalistico dei colori. La finestra aperta a Collioure di Henry Matisse è un’immagine volutamente deformata nelle figure a partire dalla forma delle imposte. Inoltre, la prospettiva geometrica agisce malamente sulla fuga delle finestre, i colori sono accesi, privi di chiaroscuro e le pennellate veloci e poco accurate.
I colori sono utilizzati in modo antinaturalistico, arbitrario e con un intento, pare, ludico. Nonostante ciò, il verde scuro utilizzato da Matisse, per indicare l’ombra della stanza, crea un utile contrasto per evidenziare la luce esterna. Anche il rosa scuro, a destra permette di rappresentare i riflessi esterni che si proiettano, comunque, nella parete interna e scura. A partire dalle imposte in arancione chiaro, passando attraverso i verdi brillanti del rampicante e i colori saturi dei vasi si arriva, infine, al paesaggio marino con barche e cielo dipinti di colori chiari e vivi.
Questa progressione luminosa permette anche di creare la profondità. Agisce in modo efficace in alto, creando un controluce oltre il quale brilla il rampicante che filtra la luce esterna. I contrasti, quindi, rappresentano la sintassi del linguaggio cromatico di Matisse, rappresentata dal dialogo fra complementari, il verde e il rosso, l’arancione e il blu. I colori rimangono una scelta antinaturalistica sebbene i loro rapporti contribuiscono alla lettura reale della profondità.